# Minerit
Mineritul este o ramură a industriei, prin acest termen înțelegându-se totalitatea procedeelor de extracție a minereurilor situate în subteran (sub un strat de pământ) sau la suprafață. 

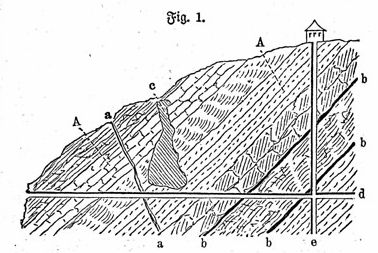
Secțiune printr-un munte cu lucrări miniere

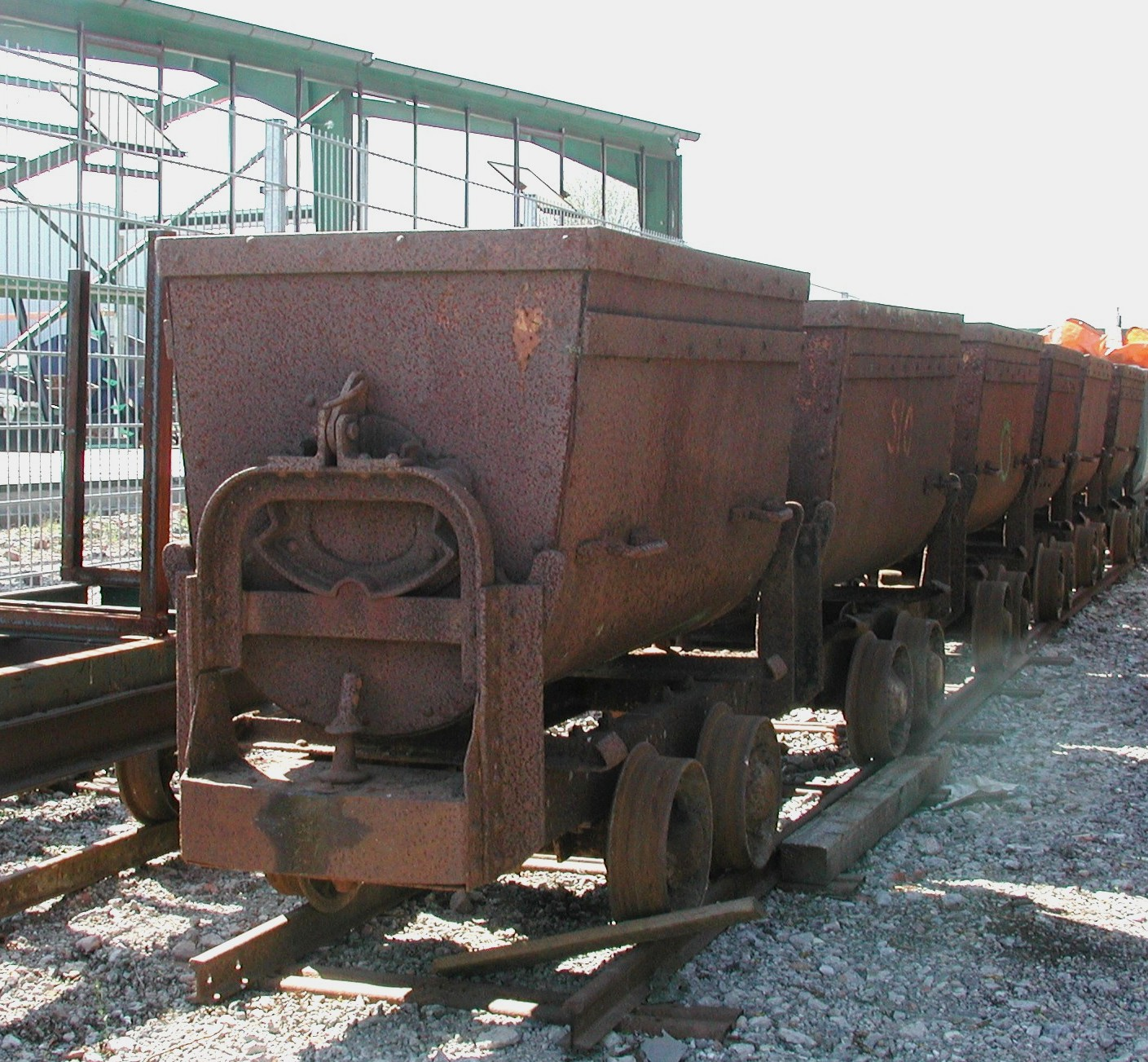
Vagoneți de mină ce servesc la transportul minereului

## Minerale și zăcăminte

Simbolul mineritului

Scoarța pământului (litosfera) conține o serie de minerale sub formă de zăcăminte de minereuri care, după conținutul în fier, pot fi: feroase și neferoase, și, după conținutul de metale: metalifere și nemetalifere (sare, gips, azbest, mică, feldspat).
Mineralele sunt substanțe omogene, din punct de vedere chimic și fizic, fiind frecvent substanțe solide cristalizate în sisteme diferite de cristalizare, de aceasta ocupându-se ramura mineralogiei, cristalografia.
- Exemple de minerale: cuarțul (SiO2), pirita (FeS2), galena (PbS), blenda (ZnS), calcopirita (CuFeS2), calcitul (CaCO3), gipsul (CaSO4*2 H2O), sau fără a mai aminti formula chimică, sunt: stibina, rodocrozitul, baritina (baros = greu), grafitul (forma amorfă a diamantului) și diamantul.
- Determinarea unui mineral se face prin cunoașterii proprietăților lui fizice:

- culoare; 
- luciu; 
- spărtura (proaspătă neoxidată); 
- duritatea; 
- clivajul (modul de spargere); 
- greutatea specifică; 
- proprietăți magnetice și radiactive etc.
Duritatea mineralelor este o proprietate importantă în minerit, aceasta determinând forma de exploatare a zăcământului). Mineralogul german-austriac Mohs a stabilit o scară a durității mineralelor după cum urmează:
1.talc, 2.gips, 3.calcit, 4.fluorina, 5.apatit, 6.ortoza, 7.cuarț, 8.topaz, 9.corindon, 10.diamant.
De aici rezultă că duritatea cea mai mare o posedă diamantul, cu care putem zgâria toate mineralele, fapt pentru care la șlefuirea cristalelor de diamant se poate folosi numai praful de diamant.

## Rocile

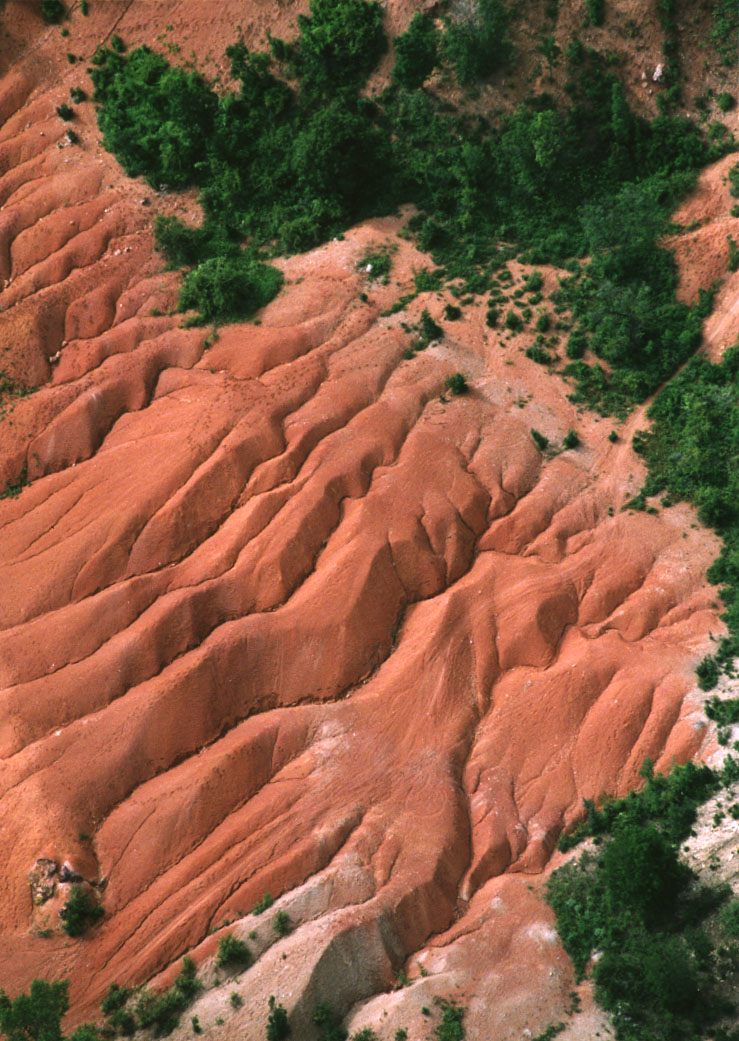
Vedere aeriană a unei cariere

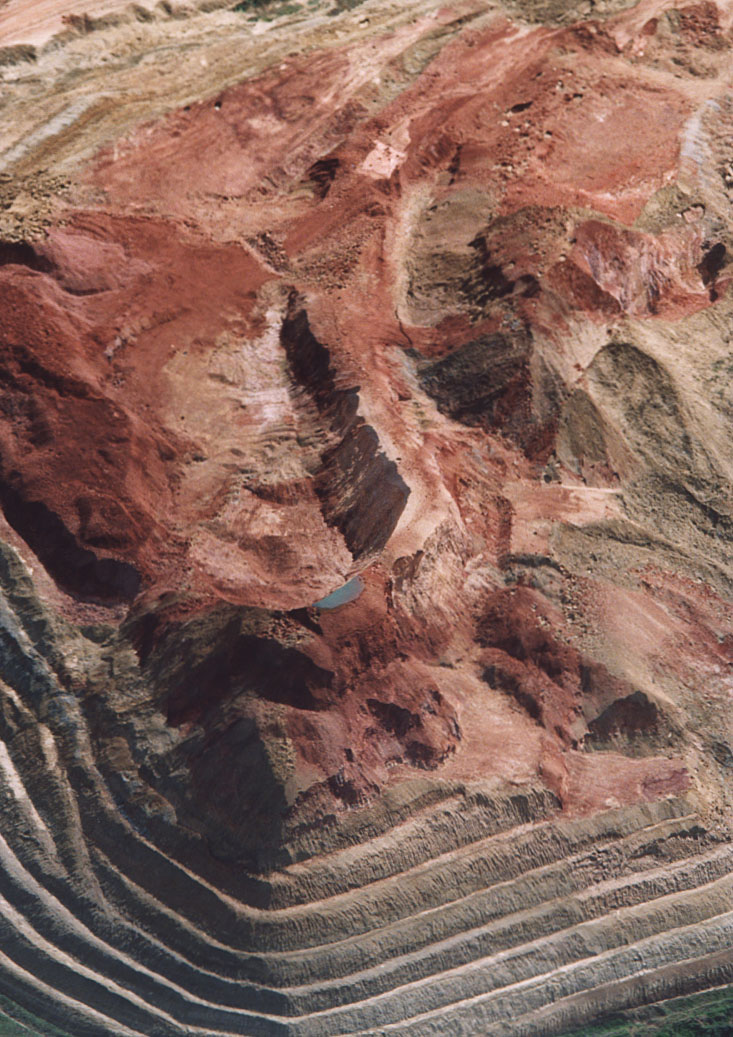
Vedere aeriană a unei cariere

Sunt asociații de minerale; cu studiul lor se ocupă geologia și ramura ei petrografia.
După modul în care au luat naștere, sunt roci: 
- magmatice sau vulcanice (andezite, bazalte etc.);
- sedimentare (ce au luat naștere prin acțiunea de eroziune, transport și depozitare a apei sau vântului de ex. loess);
- metamorfice (cu alte de transformare a rocii inițiale prin factori din afară, ca de presiune sau temperaturi ridicate).

Așa s-a format, de exemplu: marmora sau zăcămintele de cărbuni. Rocile care nu conțin minerale, sau metale sunt numite "steril".

## Zăcămintele
Prin acțiunea vulcanilor care prin ajungerea magmei din adâncime prin crăpături ale scoarței terestre, aduce cu sine și minerale sau metale sub formă de filon de forme, mărimi diferite (miner. = vână), de exemplu minele (din Baia Sprie, Cavnic, Borșa) din județul Maramureș și din Munții Metaliferi, (regiunea Abrud, Roșia Montană, Țebea, Brad), precum și prin acțiunea de erodare și transport a apei, pe anumite văi (de ex.: Arieș, magh. Aranyos ("aurifer")) s-au găsit zăcăminte de aur sub formă de straturi.

Zăcămintele (după configurația și amplasarea lor în spațiu) pot apărea sub formă de:
1. filon (zăcământ) [sau vână, în limbajul minerilor] – de exemplu, filon de aur.
2. cuib (zăcământ) – de exemplu, zăcămintele de molibden.
3. strat (zăcământ) – toate minereurile din rocile sedimentare ca de exemplu cărbunii de pământ.

## Prospectarea și exploatarea
Mineritul are două faze mai importante:

1. Prospectarea cu ajutorul unor metode geologice și geofizice (radiometrie, electrometrie, magnetometrie). Metodele cele mai frecvente sunt: 

- șanțurile de suprafață

- forajele geologice

- galerii (lucrari miniere orizontale)

- puțuri de cercetare (lucrari miniere verticale).

Prin aceste metode se obtin informații utile despre zăcământ, ca:

- așezarea lui în spațiu

- bogăția lui (rentabilitate)

- adâncimea și întinderea lui.

Toate aceste informații determină mai târziu metoda de exploatare.

2. Exploatarea sau extragerea minereului:

- exploatare la suprafață (cariere, când zăcamântul este aproape de suprafața pământului)

- exploatare subterană (mine).

Exploatarea minieră constă din:

- lucrări miniere de deschidere

- de pregătire

- exploatarea propriu zisă.

Lucrările miniere după orientarea lor în spațiu pot fi:

- orizontale: galeria, abatajul

- înclinate: planul înclinat, rostogolul, suitorul

- verticale: puțul, suitorul